# Chiesa della Sommaria
La chiesa della Sommaria è una delle chiese storiche di Napoli. In genere, viene definita una cappella perché si erge all'interno del Castel Capuano; tuttavia, alcune testimonianze scritte, la identificano come chiesa della Sommaria.

## Storia e descrizione

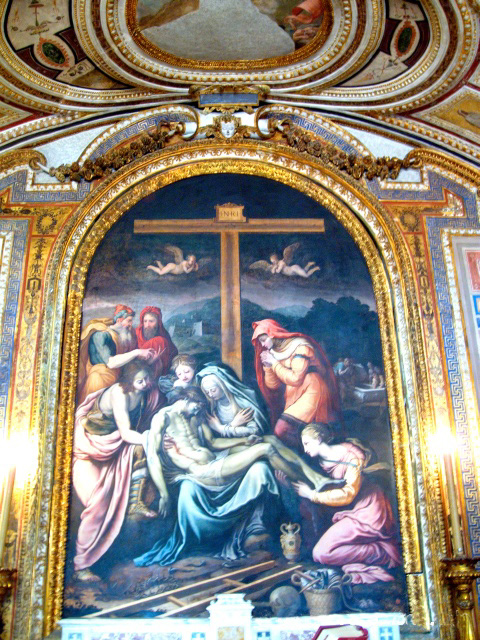
Tela del Compianto su Cristo morto posta sull'altare

Venne eretta nel 1540 da Don Pedro de Toledo su progetti di Giovanni Benincasa e Ferdinando Manlio. Non vi sono molte informazioni storiche circa quest'edificio religioso. L'interno della chiesa presenta una pianta quadrata.
Tra il 1547 ed il 1548 il pittore spagnolo Pedro de Rubiales, allievo di Giorgio Vasari, eseguì gli affreschi della cappella, caratterizzati da una gamma tenerissima di colori e da improvvise accensioni luminose che movimentano le figure. L'opera è considerata l'affermazione più vivace, in ambito napoletano, del manierismo tosco–romano di metà Cinquecento, che aveva in Vasari e Salviati i suoi maggiori rappresentanti. Nella volta, su cui campeggiano eleganti stucchi di autore ignoto, si possono ammirare l'Ascensione, la Resurrezione, il Noli me tangere, Cristo che appare alla Madonna dopo la Resurrezione e la Pentecoste. Personificazioni delle Virtù e figure grottesche sono inserite negli spazi liberi della volta. Nei riquadri delle pareti altri affreschi a tema religioso: a sinistra la Crocifissione, la Deposizione e La salita di Cristo al Calvario; a destra, Il Giudizio Universale, gli Eletti e Caronte che traghetta le anime dei peccatori. La tavola sull'altare, con il Compianto su Cristo morto in cui appare sullo sfondo la mole stellare di Castel Sant'Elmo (opera densa di riferimenti a Michelangelo e a Salviati) denota in maniera chiara l'adesione del pittore al ciclo culturale del manierismo. L'ambiente locale dovette però sentire estranea la sua cultura: gli affreschi, infatti, vennero ricoperti qualche tempo dopo da strati di calce e non sono mai più stati menzionati nelle guide del Cinquecento e del Seicento. Il ciclo venne riportato alla luce nel corso dei lavori di restauro del castello terminati nel 1860.

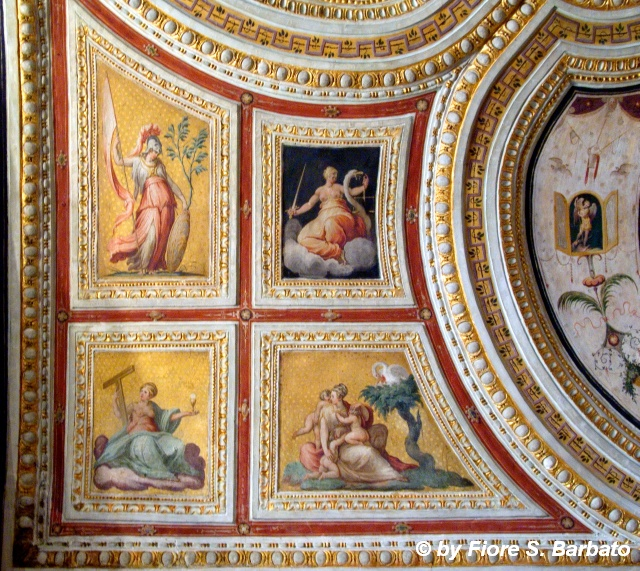
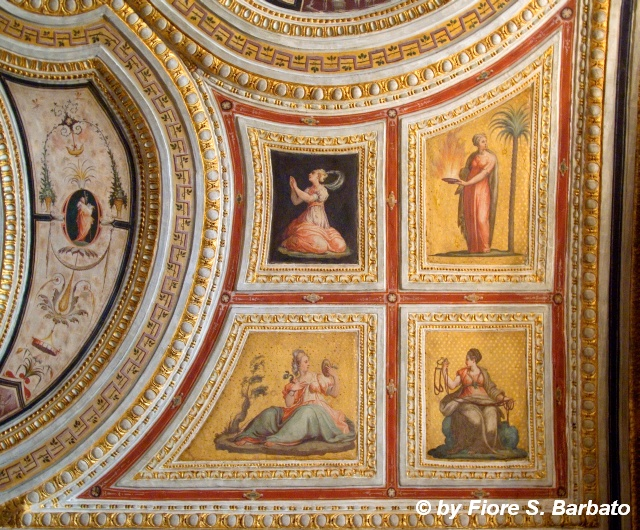